# Diogo da Silva, 1.º Conde de Portalegre
D. Diogo da Silva (c. 1430 - c. 1504), 1.º conde de Portalegre, foi um nobre e figura eminente da corte portuguesa na segunda metade do século XV. De um linhagem de nobreza imemorial, cujos traços se perdem nos alvores da Reconquista Cristã da Península Ibérica, a linhagem patrilínea de D. Diogo da Silva remonta aos Silvas que serviam na corte de Leão no século XI, ricos-homens de Afonso VI de Leão. Os seus ascendentes paternos próximos eram grandes senhores feudais da Beira Baixa.

Embora fosse o segundo filho sobrevivente da sua casa, D. Diogo da Silva herdou da linhagem paterna inúmeras terras e senhorios na Baira Baixa, entre os quais se contam os senhorios de Gouveia, Celorico e São Romão de Seia. Destacado comandante das forças portuguesas durante o reinado de D. Afonso V, combateu os mouros no Norte de África e participou nas guerras de D. Afonso V pelo trono de Castela, tendo defendido a fronteira do Alentejo contra os ataques do Mestre de Santiago. Homem da estima e confiança de D. João II, foi destacado para aio do seu primo o Infante D. Manuel, herdeiro presuntivo da coroa.

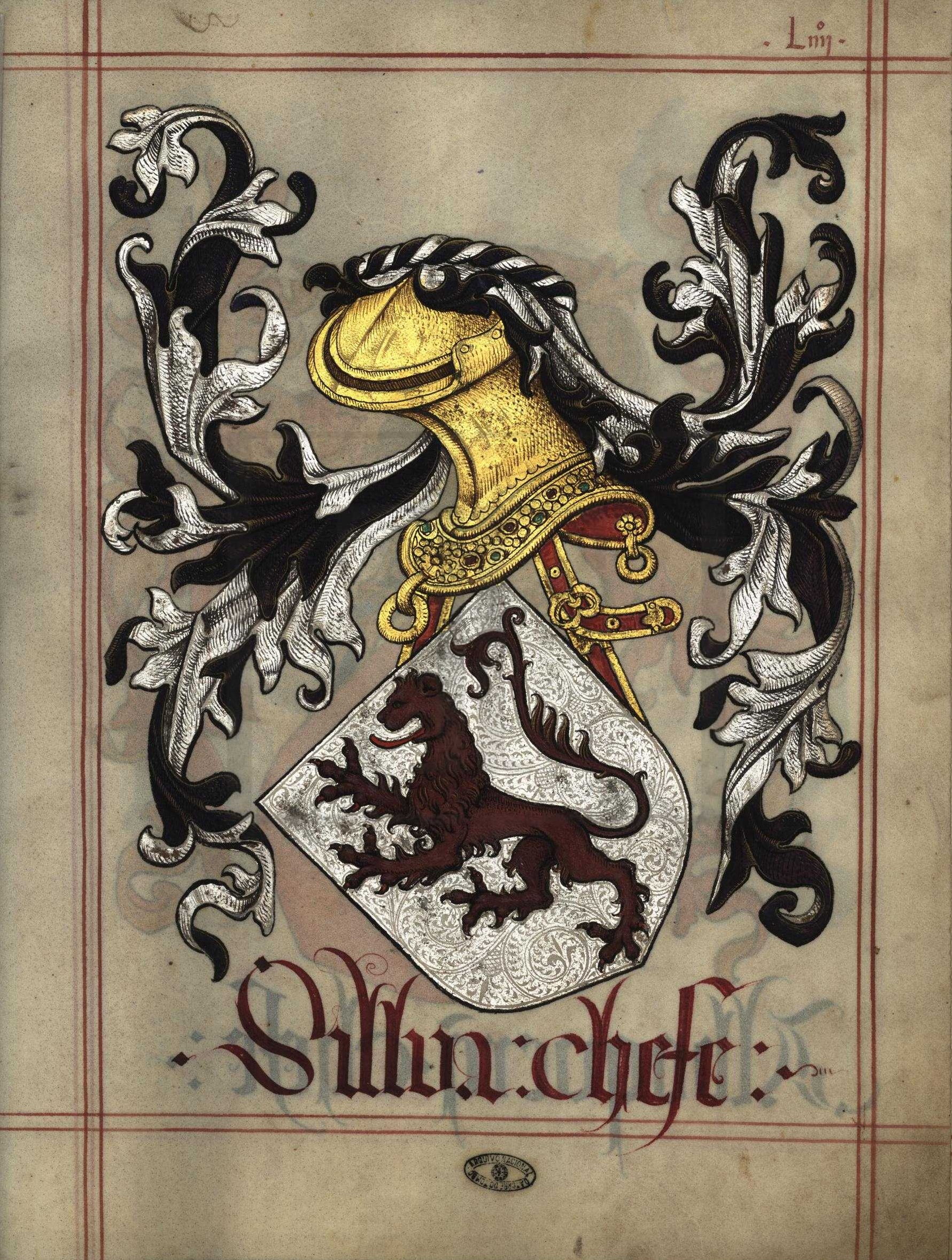
Armas de Silva chefe, in Livro do Armeiro-Mor (fl 54^{r}) (1509). Armas dos Silva condes de Portalegre e marqueses de Gouveia

O Infante D. Manuel ganhou muita estima e afecto a D. Diogo da Silva, que se viu elevado a um dos lugares cimeiros da corte régia, aquando da ascensão do infante ao trono como D. Manuel I. Logo no início de 1498 dou-lhe D. Manuel o senhorio de Portalegre, mas tal doação nunca chegou a entrar em efeito devido aos protestos e revoltas na cidade. Apesar da indignação do rei, que ordenou a repressão pelas armas, recusaram-se os portalegrenses a submeterem-se a um senhor feudal, ciosos dos seus direitos enquanto parte dos senhorios da coroa. De forma que um entendimento original foi alcançado, tendo o senhorio permanecido na coroa, mas compensando o rei D. Diogo da Silva ao entregar-lhe a alcaidaria-mor da cidade de jure e herdade na sua linhagem masculina, acompanhada do título de Conde de Portalegre, a par de uma compensação monetária avultada. Durante o reinado de D. Manuel, D. Diogo da Silva exerceu os cargos de conselheiro real, escrivão da puridade e vedor da fazenda. Conseguiu ainda o posto cerimonial de Mordomo-mor. Gozou durante pouco tempo a sua ascensão na corte, contudo, pois veio a morrer em 1504.

## Dados genealógicos
O seu pai, D. Rui Gomes da Silva, foi alcaide-mor de Campo Maior e Ouguela e o primogénito e chefe da casa. A sua mãe, D. Isabel de Menezes, era uma das filhas ilegítimas de D. Pedro de Menezes, Conde de Vila Real, da linhagem dos Teles de Menezes, outra das mais antigas do noroeste da Península.
Casara em c. 1480 com D. Maria de Ayala, herdeira do nobre castelhano Diego Garcia de Herrera. Dela teve a seguinte descendência:
- D. João da Silva, que sucedeu a seu pai como 2º Conde de Portalegre.
- D. Miguel da Silva, que foi Bispo de Viseu e depois cardeal.
- D. Inês de Ayala, que casou com D. Pedro de Castro, conde de Monsanto.
- D. Joana da Silva e Ayala, que casou com D. António de Noronha, conde de Linhares.
- D. Guiomar da Silva, freira em Beja.
- D. Filipa da Silva, freira em Santarém.